# Площадь Карла Фаберже
Пло́щадь Ка́рла Фаберже́ — площадь в Красногвардейском районе Санкт-Петербурга, находящаяся на пересечении проспекта Энергетиков, Заневского проспекта и Уткина проспекта.

## Наименование
Площадь Карла Фаберже получила своё название 7 сентября 1998 года, названа в честь основоположника семейной фирмы и династии мастеров ювелирного искусства Карла Фаберже.

## История
Название площади выбрано в связи с тем, что на площади расположено ювелирное предприятие «Русские самоцветы». В результате ходатайства предприятия перед правительством города площадь перед заводом назвали в честь великого ювелира.
В 1996 году на площади перед зданием завода «Русские самоцветы» был установлен бюст Карла Фаберже, выполненный из чёрного гранита габбро скульпторами Леонидом Аристовым и Валентином Ивановым. Поясной скульптурный портрет установлен на трехметровой серо-розовой гранитной колонне из карьера «Возрождение». В течение нескольких лет, создавался этот памятник, на деньги ювелиров и работников завода «Русские самоцветы», а после открытия памятника были изготовлены и вручены памятные медали — «За неоценимый вклад в создании памятника Карлу Фаберже». На торжественной церемонии открытия памятника присутствовала правнучка знаменитого ювелира Татьяна Фаберже. В мировой истории это всего лишь второй случай, когда ювелиру соотечественниками устанавливается памятник.

### Проект развития территории
В настоящее время[когда?]

 управляющей компанией «Адамант» ведётся строительство третьей очереди торгово-развлекательного комплекса Заневский каскад — Заневский каскад 3. Архивная копия от 25 марта 2012 на Wayback Machine
В 2009 году управляющая компания «Адамант» получила разрешение на строительство пяти небоскрёбов высотой около 120 метров. Архивная копия от 19 июня 2013 на Wayback Machine Однако по состоянию на март 2012 года строительство так и не началось, а впоследствии было отменено.

## Достопримечательности

### Русские самоцветы (площадь Карла Фаберже, дом 8,проспект Энергетиков, дом 1,Заневский проспект, дом 42)
Завод «Русские самоцветы». Административный корпус или Бизнес-центр «Русские самоцветы». Здание построено в 1971 году по проекту архитекторов Б. А. Рябинкина и Г. В. Вороновой. В 2006 году произведена реконструкция под бизнес-центр. В 1998 году на площади перед зданием установлен памятник Карлу Фаберже.

### Заневский каскад (Заневский проспект, дом 67)
Торгово-развлекательный комплекс «Заневский каскад» с многоуровневым паркингом построен в 2003 году по проекту Архитектурной мастерской «Григорьев и партнёры».

### Многофункциональный комплекс «Платформа» (Заневский проспект, дом 65)
Многофункциональный комплекс «Платформа» возведён в 2009–2010 году по проекту архитектора М.Ю. Бойко.

### Жилой комплекс «Малая Охта» (Заневский проспект, дом 42)
Жилой комплекс «Малая Охта». Кирпично-монолитный дом построен в 2016–2018 годах.

## Транспорт
Недалеко от площади находится станция метро  «Ладожская» и Ладожский вокзал.
В радиусе 500 метров от улицы находятся остановки следующих маршрутов общественного транспорта:
- автобус № 5, № 21, № 24, № 27, № 77, № 92, № 123
- трамвай № 8, № 10, № 59, № 64
- троллейбус № 22